# Samuel Butler (poeta)
Samuel Butler (8 de febrero de 1612-25 de septiembre de 1680) fue un poeta inglés. De todas sus obras, características de la literatura de la Restauración inglesa, destaca Hudibras, un largo poema satírico y burlesco sobre el puritanismo.
Primero fue clérigo y más adelante juez de paz. Antes de dar a conocer sus investigaciones sobre poesía, quedó ligado a la casa de la duquesa de Kent, quien le dio la libertad de dedicarse enteramente a sus estudios; más tarde ocupó un empleo en casa de Samuel Like, puritano y partidario de Oliver Cromwell. 

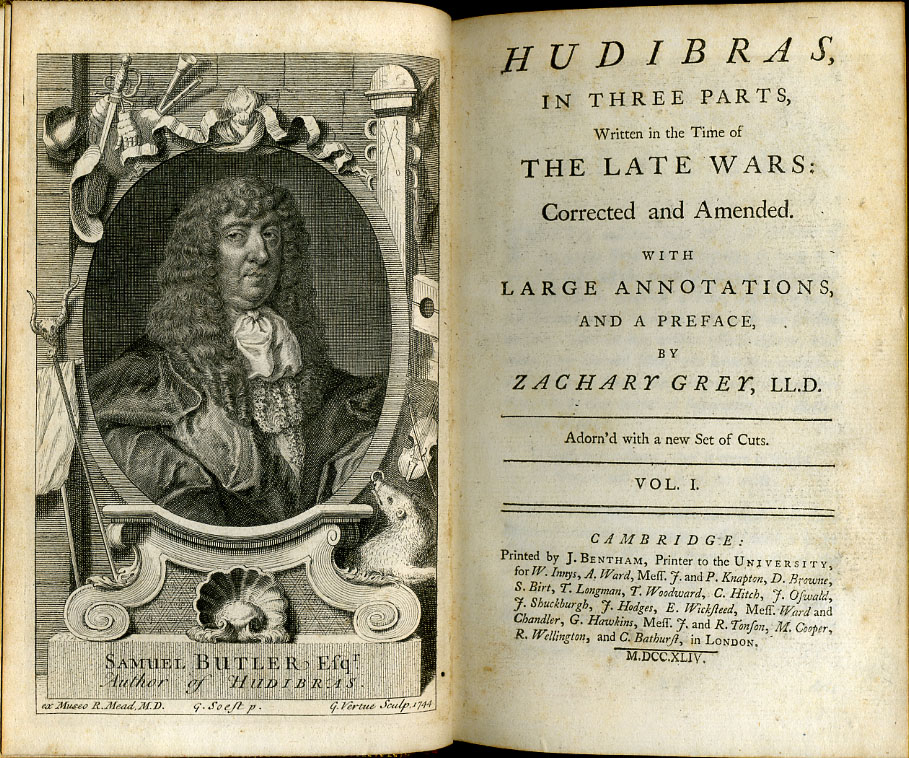
Una edición ilustrada y anotada de "Hudibras". Año 1774.

Con la llegada de la restauración, se convirtió en secretario del Lord-Presidente de Gales; en esa época se casó también con una viuda de nombre Herbert. En 1663 se publicó la primera parte de Hudibras y las dos siguientes lo hicieron en 1664 y 1678. Carlos II de Inglaterra se declaró un admirador de la obra y ofreció a su autor una pensión.
Butler colaboró con George Villiers en la creación de The Rehearsal, pieza satírica que ridiculizaba el drama heroico.
A pesar de la popularidad de Hudibras, Butler no recibió el favor de la corte y murió en 1680 en la pobreza. Está enterrado en la abadía de Westminster.
- Datos: Q258766
- Multimedia: Samuel Butler (poet) / Q258766
- Citas célebres: Samuel Butler (poeta)